# Liga Nacional de Baloncesto
La Liga Nacional de Baloncesto, nota anche con l'acronimo LNB, è la principale lega professionistica di pallacanestro della Repubblica Dominicana. Attualmente è composta da 8 squadre professionistiche, ognuna rappresentante una diversa provincia del paese. La LNB è considerata una delle tre principali leghe sportive professionistiche della nazione, accanto al campionato nazionale di baseball e alla Liga Dominicana de Fútbol.
La lega è stata fondata a Santo Domingo il 6 settembre 2004 con il nome di Liga Dominicana de Baloncesto (Lidoba). Dopo un anno di sospensione nel 2009, dovuto a problemi economici e organizzativi, è stata rilanciata il 19 maggio 2010 con una nuova immagine e una nuova denominazione: da quel momento ha assunto ufficialmente il nome di Liga Nacional de Baloncesto (LNB).

## Storia
La lega è stata fondata lunedì 6 settembre 2004 presso l’Hotel Lina a Santo Domingo con il nome di Liga Dominicana de Baloncesto (Lidoba), da un gruppo di imprenditori ed ex giocatori di pallacanestro con il sostegno della Federazione cestistica della Repubblica Dominicana. In precedenza erano già stati fatti diversi tentativi, senza successo, di creare una lega nazionale di basket professionistico. La partita inaugurale del campionato si è disputata venerdì 1º luglio 2005 al Palacio de los Deportes Virgilio Travieso Soto, dove i Panteras del Distrito Nacional hanno sconfitto gli Indios de San Francisco de Macorís con un punteggio di 79 a 63. I Reales de La Vega sono stati i primi campioni della lega, battendo i Panteras 4 partite a 2 nella serie finale della stagione inaugurale.
Nel 2009, la stagione fu cancellata per mancanza di risorse economiche, scarso supporto da parte del pubblico e diversi rinvii della data di inizio del campionato. Questi problemi hanno colpito duramente le vendite, la promozione e la struttura degli otto club partecipanti. L’ultima delle tre date annunciate per l’inizio del torneo era il 15 settembre, ma non fu rispettata perché avrebbe coinciso con l’inizio della stagione 2009-2010 della Liga de Béisbol Profesional de la República Dominicana, il campionato di baseball professionistico, lo sport più popolare e seguito del paese caraibico.
Mercoledì 19 maggio 2010 fu annunciato il ritorno della lega, dopo tre mesi di riorganizzazione, con una nuova immagine e un nuovo nome: da quel momento si sarebbe chiamata Liga Nacional de Baloncesto (LNB). La stagione 2010 della LNB fu la prima con la nuova denominazione, ma si disputò con una fase regolare ridotta a 36 partite totali (9 per squadra). L’anno seguente la lega tornò al formato consueto di 80 partite (20 per squadra).
Il 17 agosto 2016 fu introdotto un pallone ufficiale ed esclusivo per la lega, durante le semifinali della stagione 2016 della LNB. Con questa novità, la LNB divenne la seconda lega professionistica di pallacanestro in America Latina ad avere un pallone personalizzato con il proprio logo, dopo la Liga Nacional de Básquetbol de Chile.

## Formato

### Stagione regolare
Nella stagione inaugurale del 2005, tutte le 8 squadre partecipanti disputarono un girone all’italiana, in cui ciascuna affrontava tutte le altre. A partire dal 2006 vennero introdotte due conference: il Circuito Norte (Nord) e il Circuito Sur (Sud), ciascuna con 4 squadre. Nel 2010, con il cambio di nome in Liga Nacional de Baloncesto, la conference Sud fu rinominata Sureste (Sud-est). Nel 2018, a seguito del ritiro degli Huracanes del Atlántico, il circuito Nord rimase con sole 3 squadre. L’anno successivo, nel 2019, il numero complessivo delle squadre fu ridotto a 6 e la lega abbandonò il sistema delle conference, tornando al girone unico con formato all’italiana.

### Playoff
Nel 2005 si qualificavano ai playoff le prime 4 squadre al termine della stagione regolare. Con l’introduzione delle due conference nel 2006, furono ammesse alla fase finale le prime 3 di ciascun circuito. Nel 2011 il regolamento fu modificato: solo le prime 2 squadre di ciascuna conference si qualificavano ai playoff, eliminando di fatto il primo turno. In questa formula, le semifinali mettevano di fronte le due migliori squadre di ciascuna conference, e le vincenti accedevano alla finale per il titolo.
Nel 2016 fu introdotto un girone all’italiana nella post-season, al quale accedevano le prime 3 squadre di ciascuna conference: le vincitrici di questo mini-torneo accedevano alla finale. Tuttavia, nel 2018, con la scomparsa degli Huracanes del Atlántico, questa formula venne abbandonata e si tornò al tradizionale formato con semifinali e finale.

## Squadre attuali
Le squadre che prendono parte all'edizione 2025 del campionato
| Squadra             | Città                      | Palazzetto                              |
| ------------------- | -------------------------- | --------------------------------------- |
| Marin. de P. Plata  | Puerto Plata               | Polideportivo Fabio Rafael González     |
| Indios S. Francisco | San Francisco de Macorís   | Polideportivo Mario Ortega              |
| Metros de Santiago  | Santiago de los Caballeros | Gran Arena del Cibao                    |
| Reales de La Vega   | La Vega                    | Palacio de los Deportes Fernando Teruel |
| Cañeros del Este    | Higüey                     | Multiuso Leo Taváres                    |
| Soles S. Domingo    | San Pedro de Macoris       | Polideportivo Rolando Ramírez           |
| Leones S. Domingo   | Santo Domingo              | Polideportivo San Carlos                |
| Titanes del D.N.    | San Cristóbal              | Poli deportivo de San Cristobal         |

## Albo d'oro
| Stagione | Vincitore                                        | Secondo Posto                                    | Finali                                           |
| 2005     | Reales de La Vega                                | Panteras D.N.                                    | 4 - 1                                            |
| 2006     | Metros de Santiago                               | Con. de S. Cristóbal                             | 4 - 3                                            |
| 2007     | Metros de Santiago                               | Panteras D.N.                                    | 4 - 2                                            |
| 2008     | Con. de S. Cristóbal                             | Reales de La Vega                                | 4 - 2                                            |
| 2010     | Cañeros del Este                                 | Tibur. de P. Plata                               | 4 - 1                                            |
| 2011     | Leones S. Domingo                                | Coc.s de San Pedro                               | 4 - 2                                            |
| 2012     | Cañeros del Este                                 | Indios S. Francisco                              | 4 - 2                                            |
| 2013     | Indios S. Francisco                              | Titanes del Licey                                | 4 - 3                                            |
| 2014     | Metros de Santiago                               | Titanes del Licey                                | 4 - 2                                            |
| 2015     | Metros de Santiago                               | Cañeros del Este                                 | 4 - 3                                            |
| 2016     | Leones S. Domingo                                | Metros de Santiago                               | 4 - 3                                            |
| 2017     | Metros de Santiago                               | Leones S. Domingo                                | 4 - 1                                            |
| 2018     | Reales de La Vega                                | Cañeros del Este                                 | 4 - 2                                            |
| 2019     | Indios S. Francisco                              | Metros de Santiago                               | 4 - 3                                            |
| 2020     | Non disputata a causa della Pandemia di COVID-19 | Non disputata a causa della Pandemia di COVID-19 | Non disputata a causa della Pandemia di COVID-19 |
| 2021     | Leones S. Domingo                                | Titanes del D.N.                                 | 4 - 2                                            |
| 2022     | Leones S. Domingo                                | Indios S. Francisco                              | 4 - 3                                            |
| 2023     | Reales de La Vega                                | Titanes del D.N.                                 | 4 - 3                                            |
| 2024     | Titanes del D.N.                                 | Reales de La Vega                                | 4 - 0                                            |

## Vittorie per club
| Club                | Titoli | Finali | Città                      | Anno                         |
| ------------------- | ------ | ------ | -------------------------- | ---------------------------- |
| Metros de Santiago  | 5      | 1      | Santiago de los Caballeros | 2006, 2007, 2014, 2015, 2017 |
| Leones S. Domingo   | 4      | 3      | Santo Domingo              | 2011, 2016, 2021, 2022       |
| Reales de La Vega   | 3      | 2      | Concepción de la Vega      | 2005, 2018, 2023             |
| Titanes del D.N.    | 2      | 3      | Santo Domingo              | 2008, 2024                   |
| Indios S. Francisco | 2      | 2      | San Pedro de Macorís       | 2013, 2019                   |
| Cañeros del Este    | 2      | 2      | La Romana                  | 2010, 2012                   |

## Most Valuable Player (MVP)
| Anno | Vincitore               | Squadra             | Note               |
| ---- | ----------------------- | ------------------- | ------------------ |
| 2005 | Ed Elisma               | Marin. de P. Plata  | [ 11 ]             |
| 2006 | Alexis Montas           | Cañ.s La Romana     |                    |
| 2007 | Juan Araujo             | Panteras D.N.       | [ 12 ]             |
| 2008 | Richard Ortega          | Indios S. Francisco | [ 13 ]             |
| 2009 | Lega non disputata      | Lega non disputata  | Lega non disputata |
| 2010 | Norte: Tyron Thomas     | Indios S. Francisco | [ 14 ]             |
| 2010 | Sureste: Maurice Carter | Cañ.s La Romana     | [ 14 ]             |
| 2011 | Norte: Juan Coronado    | Reales de La Vega   | [ 15 ]             |
| 2011 | Sureste: Eddie Basden   | Coc.s de San Pedro  | [ 15 ]             |
| 2012 | Robert Glenn            | Indios S. Francisco | [ 16 ]             |
| 2013 | Gary Flowers            | Titanes del Licey   | [ 17 ]             |
| 2014 | Gerardo Suero           | Titanes del D.N.    | [ 18 ]             |
| 2015 | Reyshawn Terry          | Cañeros del Este    | [ 19 ]             |
| 2016 | Robert Glenn (2)        | Metros de Santiago  | [ 20 ]             |
| 2017 | Gerardo Suero (2)       | Indios S. Francisco | [ 21 ]             |
| 2018 | Gerardo Suero (3)       | Indios S. Francisco | [ 22 ]             |
| 2019 | Paris Bass              | Indios S. Francisco | [ 23 ]             |
| 2021 | Jeison Colomé           | Cañeros del Este    | [ 24 ]             |
| 2022 | Juan Miguel Suero       | Indios S. Francisco | [ 25 ]             |
| 2023 | Gelvis Solano           | Reales de La Vega   | [ 26 ]             |
| 2024 | Richard Bautista        | Titanes del D.N.    | [ 27 ]             |

## Record individuali
| Categoria | Giocatore             | Record | Squadra             | Avversario          | Data             | Note          |
| --------- | --------------------- | ------ | ------------------- | ------------------- | ---------------- | ------------- |
| Punti     | Adris de León         | 54     | Metros de Santiago  | Hur.s del Atlántico | 11 agosto 2016   | [ 28 ] [ 29 ] |
| Rimbalzi  | Jack Michael Martínez | 27     | Coc.s de San Pedro  | Cañ.s La Romana     | 31 agosto 2007   |               |
| Assist    | Richard Ortega        | 15     | Indios S. Francisco | Cañ.s La Romana     | 5 agosto 2008    |               |
| Assist    | Juan Coronado         | 15     | Reales de La Vega   | Indios S. Francisco | 9 luglio 2017    | [ 30 ] [ 31 ] |
| Stoppate  | Scott VanderMeer      | 11     | Leones S. Domingo   | Titanes del D.N.    | 15 luglio 2011   | [ 32 ] [ 33 ] |
| Triple    | Courtney Nelson       | 11     | Hur.s del Atlántico | Metros de Santiago  | 3 settembre 2011 | [ 34 ] [ 35 ] |
| Triple    | Adris de León         | 11     | Metros de Santiago  | Hur.s del Atlántico | 11 agosto 2016   | [ 28 ] [ 29 ] |